# 纳粹追凶 (电影)
《誰在跟我玩遊戲》（英語：Apt Pupil）是一部1998年上映的美国驚悚片，由布萊恩·辛格執導，布萊德·藍佛和伊恩·麥克連主演。內容改編自暢銷作家史蒂芬·金的原著作品《四季奇譚》中收錄的《納粹追兇》，敘述一名心迷於二次大戰猶太人大屠殺故事的高中生塔德·鮑登，在住家附近發現了一名化名為亞瑟·但克的納粹黨戰犯杜森達，塔德威脅杜森達，要求杜森達告訴他以往的故事。兩人的關係最後變成一個難以收拾的大麻煩。
製作人理查·寇比茲於1980年代初期曾企圖把故事改編成電影，但他邀請飾演杜森達的兩位演員皆逝世。1987年，當他開始拍攝電影後，一個巨大財務問題導致電影被腰斬。於是誕生出一個有四十分鐘長，但製作人無法繼續拍攝的未完成電影。1995年，當電影版權又回到了史蒂芬·金手上時，布萊恩·辛格向他請求拍攝此電影的機會。獲得史蒂芬·金的批准之後，辛格於1997年加州的艾塔地納市進行拍攝。導演縮短了劇情、刪掉一些暴力橋段並改寫結局。布萊恩·辛格表示《誰在跟我玩遊戲》是對暴行的探討。
在耗資一千四百萬美元的製作過程中，一些臨時演員提起了訴訟，他們聲稱他們被迫在淋浴間橋段中赤裸著身體。但因沒有證據而結束。電影於1998年秋天在美國及加拿大上映。總票房將近九百萬美元。許多演員也由此片獲得了一些獎項。

## 劇情
在1984年的南加州，愛好歷史的十六歲高中資優生塔德·鮑登（布萊德·藍佛飾）發現他的老鄰居亞瑟·但克（伊恩·麥克連飾）其實是名為古特·杜森達的納粹戰犯。塔德為了滿足自己的變態好奇心理，要脅杜森達把自己在世界大戰時屠殺、虐待猶太人的故事告訴他，否則就要把杜森達的真實身份，公之於眾。
塔德沉迷於納粹與集中營的駭人過往。但在故事愈聽愈多後，那些駭人的故事開始影響兩人。塔德買來納粹軍服讓杜森達換上並行進，喚醒其過去的記憶與暴虐心態。老納粹開始殘殺附近的小動物，而小高中生因其故事影響睡眠而成績一落千丈，甚至對女朋友失去興趣。在煩躁的心情驅使下，他也開始殘害生靈。
塔德告知杜森達，必須對爸媽隱瞞成績的事，否則這段關係將被揭發。杜森達竟假扮其祖父，對輔導老師愛德華·佛倫奇聲稱塔德家有嚴重的家庭問題。在三人會談中，愛德華要求塔德必須在『祖父』家中用功，短時間內讓成績回歸正軌，否則就該讓父母親出面了。為了助塔德走出「家庭危機」，還給他自家電話以便塔德有人可以談話。
在數星期間趕上落後半年的進度實非易事，塔德對杜森達大發脾氣。但杜森達稱，如果遭到舉發，必會拖塔德下水，一同面對法院審判與公眾視線。在巨大壓力的促發下，塔德顧不得舉發什麼的，努力達成了愛德華所要求的進步。但老納粹因不斷回憶過去所引動的原有暴虐心性已無法逆轉，由殘害小動物轉而打活人的主意。
杜森達對塔德聲稱，在這段期間對塔德開始產生好感。他喜歡塔德的陪伴，即使塔德十分憎恨他，一念之間即可揭穿其真實身份，令一切萬刧不復。於是把兩人之間的故事寫成十二頁長的文件，鎖在銀行保險櫃中，只有杜森達自己擁有鑰匙。一旦死亡，那份文件將會被國稅局公開。主客之勢易位，塔德氣憤不已，兩人結束關係。塔德的生活恢復如常，與女友相處愉快，卻就是無法忘卻發生過的事。
獨居的杜森達買日用品回家，在附近活動的流浪漢硬是要幫忙以盡「鄰居之誼」，以求這位好心的老先生請他喝一杯。被糾纏不過的杜森達終請他一道回家，實則殺心已動。乘隙動手之後，杜森達心臟病發。他向塔德求救，並提及兩人間的羈絆。塔德不得不赴約，卻被杜森達使詐關進流浪漢「陳屍」所在的地窖。驚慌失措的塔德在地窖中四處找東西破門時，流浪漢竟又醒轉。不知如何是好的塔德轉而動手砸死流浪漢。杜森達亟需送醫，滿身是血的塔德卻先逼問他銀行保險櫃的鑰匙所在。杜森達住院時，塔德趁空清理凶案現場，順便搜尋鑰匙。杜森達終於告訴前來探望的塔德，所謂的文件根本不存在。兩人都明白之後不會再見面，手中互有對方的把柄，卻都會回頭影響自己。塔德給了這孤苦的老人最後的同情心。
杜森達鄰床的老病人由其口音聽出他是德國人，而側臉又似曾相似。趁空仔細觀察其睡臉後，終於明白其真身。隔天早上，FBI探員丹·里勒和以色列探員伊薩克·威斯考福找上了杜森達。原來老病人班·克來默是一家人都死在杜森達手上的猶太人。伊薩克告訴杜森達，待他體力恢復後就會被送到以色列受審。另一方面，塔德即將從高中畢業，並擔任畢業生代表，在畢業典禮上致詞：「永不滿足，可激勵人取得成就，推動我們做得更好、更深入，驅策人類邁向成功。」塔德在演說的同時，搜索杜森達住所的警探找到了流浪漢的屍體。
支持與反對納粹的群眾在醫院外聚集、叫囂。探員赴塔德家詢問關於杜森達的事，塔德面不改色的稱自己對杜森達的過去一無所知。杜森達在自己的點滴管中吹入空氣造成空氣栓塞，在警探再度找他問話前死亡。同時，塔德的輔導老師愛德華知曉杜森達不是塔德祖父，而是納粹戰犯，帶著關於杜森達的報導前往他家，想知道這一切是怎麼回事。亟欲結束一切的塔德將愛德華曾為他修學期成績、給他電話以助他走出「家庭危機」、以及現在趁父母不在來找他等事連繫起來，塑造老師藉職權欲對學生圖謀不軌的印象，威脅他別再多管閒事，愛德華只好開車離開。

## 演員
| 演員          | 飾演          |
| ------------- | ------------- |
| 伊恩·麥克連   | 古特·杜森達   |
| 布萊德·藍佛   | 塔德·鮑登     |
| 大衛·史威默   | 愛德華·佛倫奇 |
| 布魯斯·戴維森 | 迪克·鮑登     |
| 安·多德       | 莫妮卡·鮑登   |
| 艾理爾斯·寇迪 | 塔德朋友阿奇  |
| 喬·蒙頓       | 丹·里勒       |
| 楊特·理斯加   | 伊薩克·偉科夫 |
| 麥可·賓尼     | 班·克來默     |
| 希瑟·麥庫姆   | 貝蒂·崔斯克   |
| 喬許亞·傑克森 | 喬伊          |

## 製作過程

### 先前的製作
當史蒂芬金的《納粹追兇》收錄在《四季奇譚》中於1982年出版時，製作人理查·寇比茲決定拍攝這部電影，寇比茲邀請演員詹姆士·梅遜飾演古特·杜森達，但他在演出之前就於瑞士死於心臟病。隨後寇比茲又邀請了理察·伯頓出演杜森達，但也在拍攝前死亡。1987年，決定由尼可·威廉森飾演杜森達，當時十七歲的李克·席洛德飾演塔德·鮑登，並由亞倫·布立基斯導演，由肯恩·威特和他的兄弟吉姆·威特編劇。拍攝十週後，製作公司格拉納特出現龐大的財務困難，製作被迫暫停。寇比茲嘗試繼續製作，但在機會來臨時的幾年後，演員李克·席洛德的年紀已經顯得過於老成，於是誕生出一個四十分鐘的未完成電影。

### 由布萊恩·辛格導演
布萊恩·辛格在十九歲時就讀過《納粹追兇》。當他成為導演後，希望可以改編該小說至電影。1995年，辛格請求他的編劇朋友布蘭登·布斯幫他寫劇本，布斯回想改編劇本的時候：『我認為那真的是一個很好的話劇...兩個人，花大半的時間在房子裡講話。我的劇本目前完全在草稿階段。所以即使我無法弄一個真的劇本出來，至少我可以給你一個草稿。』當理查·寇比茲的拍攝版權於1995年還給史蒂芬金後，辛格和布斯立即把草稿和布萊恩·辛格的成名作《刺激驚爆點》的拷貝給史蒂芬金。史蒂芬金以1美元把版權賣給他們，並要求他們給他一部上映的電影，而辛格完成了史蒂芬金的請求，儘管他更動了一些原作上的設定。『史蒂芬喜歡這部電影，他似乎認為我抓到一些情緒上的感覺。』辛格非常感激可以拍攝比較『人性刻畫』而非『驚悚』的史蒂芬金電影。『已經有太多有趣的恐怖電影了，像《半夜鬼上床》，和《驚聲尖叫》，和《是誰搞的鬼》，但我真正想念的電影是像《鬼店》、《大法師》、傑克·克萊頓的《無罪的人》，所以我想這部電影是最好的。』

## 外部連結
- 互联网电影数据库（IMDb）上《誰在跟我玩遊戲》的资料（英文）
- AllMovie上《誰在跟我玩遊戲》的资料（英文）
- 爛番茄上《誰在跟我玩遊戲》的資料（英文）
- Metacritic上《誰在跟我玩遊戲》的資料（英文）
- Box Office Mojo上《誰在跟我玩遊戲》的資料（英文）